# 3909 Gladys
A 3909 Gladys (ideiglenes jelöléssel 1988 JD1) a Naprendszer kisbolygóövében található aszteroida. K. W. Zeigler fedezte fel 1988. május 15-én.